# Atelopus zeteki
Atelopus zeteki är en groddjursart som beskrevs av Emmett Reid Dunn 1933. Arten ingår i släktet Atelopus och familjen paddor. IUCN kategoriserar Atelopus zeteki globalt som akut hotad på grund av en observerad drastisk nedgång i population och på grund av att omfattningen av artens utbredning beräknas ha minskat med mer än 80% under de senaste tio åren, förmodligen på grund av svampsjukdomen chytridiomycos. Inga underarter finns listade.

## Utseende
Honor är med en längd mellan 45 och 63 mm och en vikt av 4 till 15 g större än hannar. De senare blir 35 till 48 mm långa och 3 till 12 g tunga. Allmänt är hannar i fuktiga skogar större än hannar i torra skogar. Påfallande är den gula färgen med ett svart mönster som kan bilda ett X eller som är varierande. Ett annat kännetecken är den spetsiga nosen. I huden finns giftkörtlar. Giftet från en enda individ kan döda 1200 husmöss.

## Utbredning och habitat
Atelopus zeteki är endemisk till Panama och förekommer öster om Tabasarábergen i provinserna Coclé och Panamá. Grodorna lever på höjder mellan 335 och 1 315 meter över havet.
Arten är landlevande i tropiska bergsskogar, fortplantningen och larvutvecklingen sker i skogsbäckar. Livslängden uppskattas med 10 till 15 år. Förutom höga läten kommunicerar hannar med trummning på marken, med hoppning och med armrörelser. Individerna är dagaktiva och de hittar födan med synen. Atelopus zeteki äter insekter och andra ryggradslösa djur.

## Bildgalleri

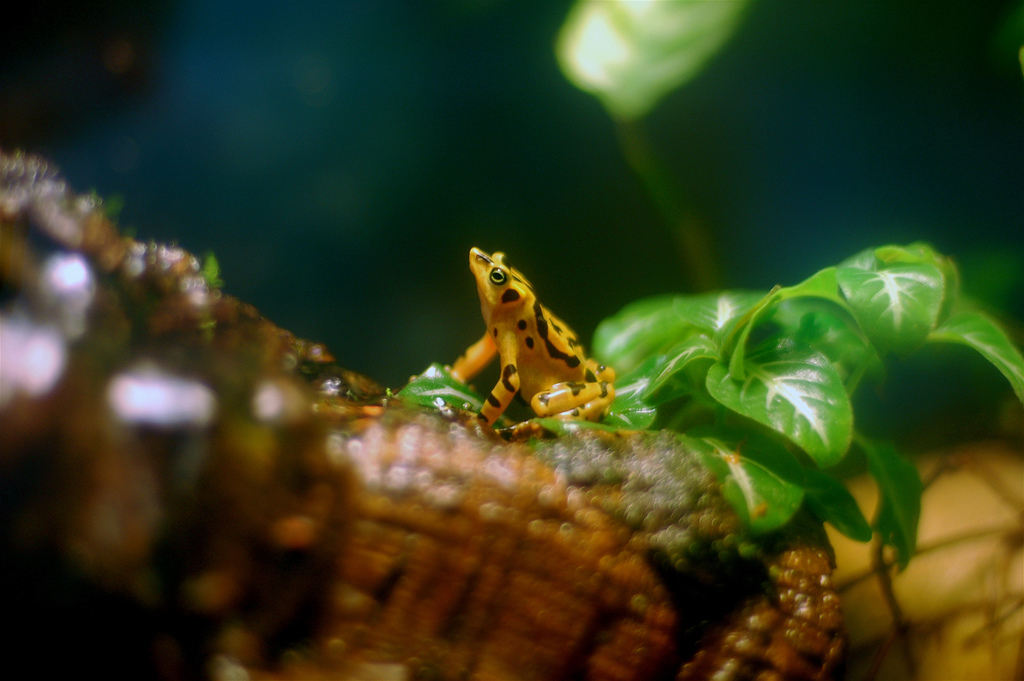
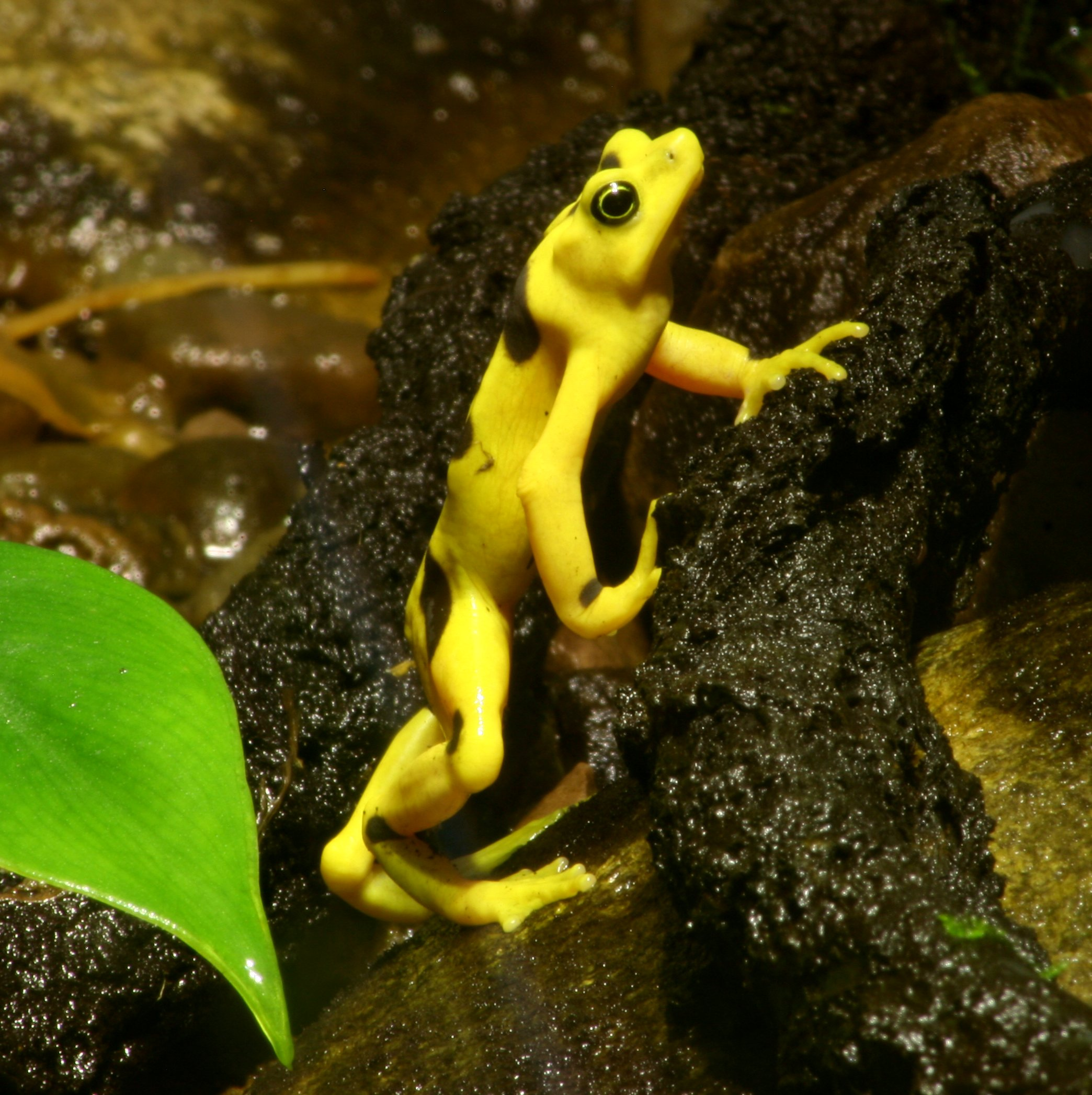
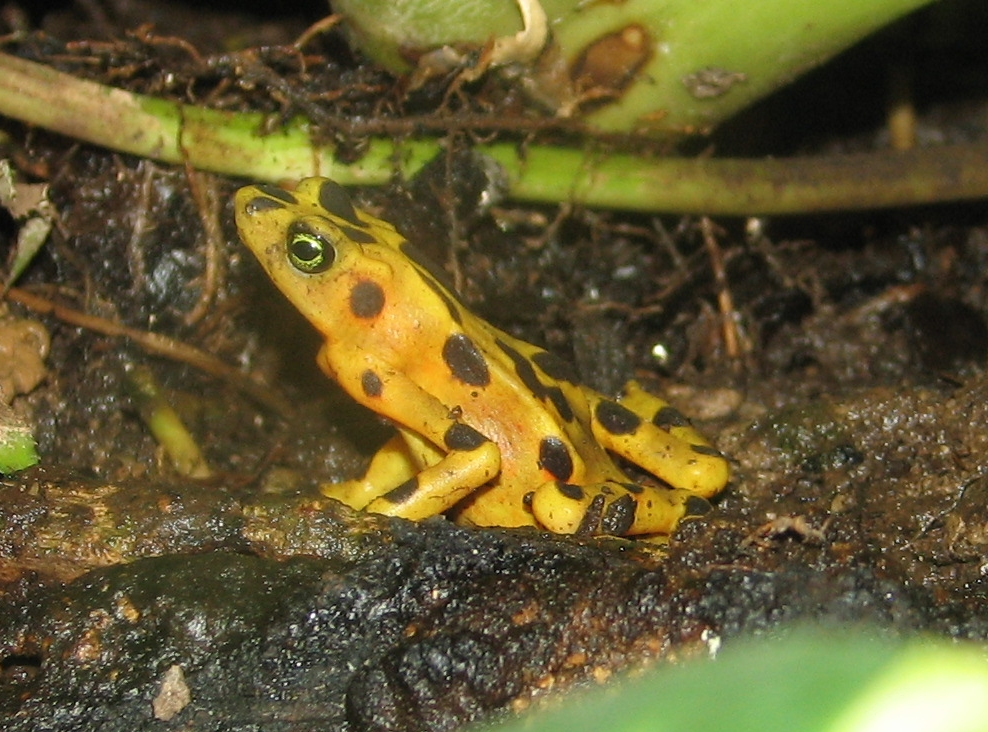
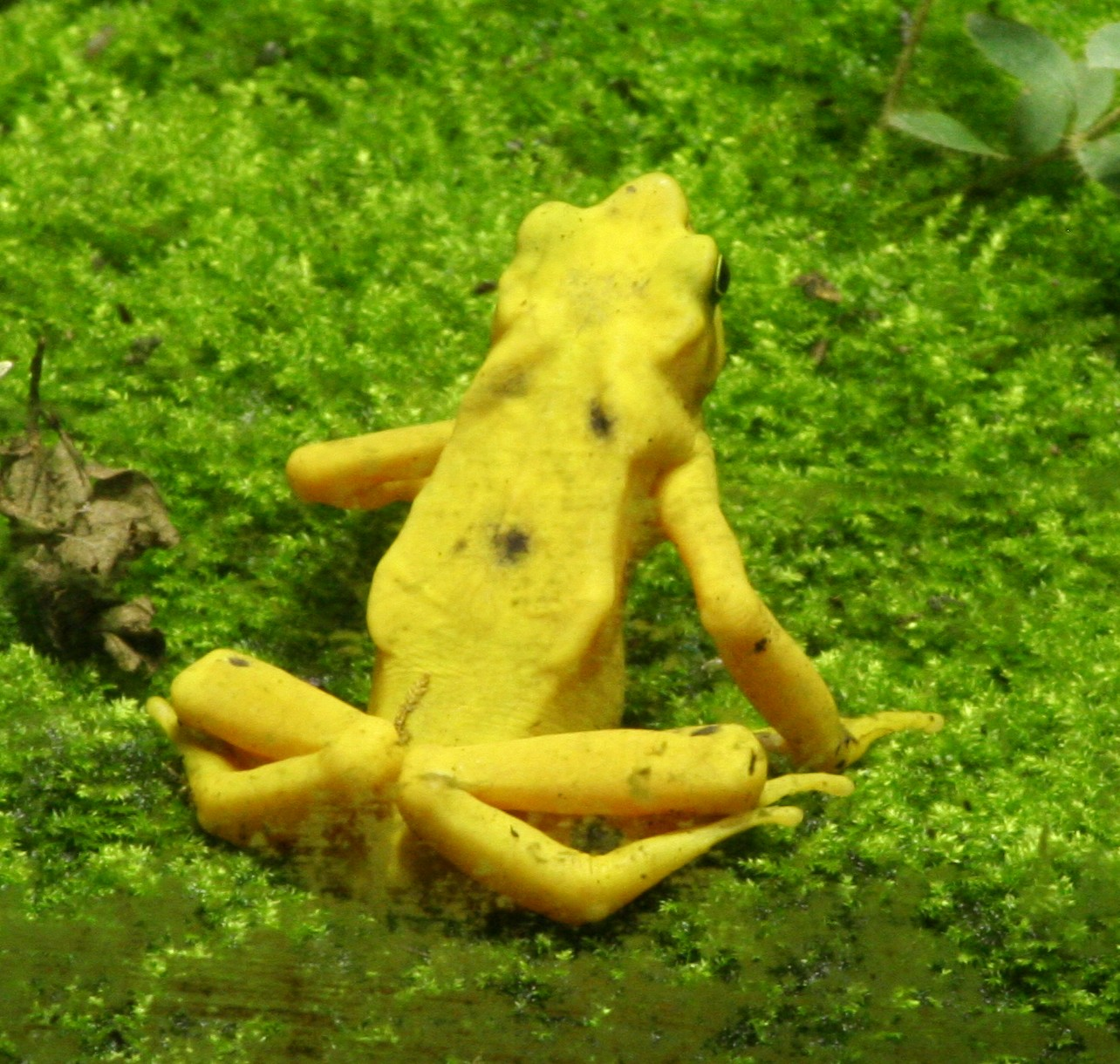